# Bang Bang Bang (canción de Mark Ronson)
«Bang Bang Bang» es el primer sencillo extraído de Record Collection, el tercer álbum de estudio del productor británico Mark Ronson, lanzado bajo el nombre de Mark Ronson & The Business Intl.
Incluye la participación del rapero estadounidense Q-Tip y la cantante Amanda Warner del dúo MNDR. La canción está basada en la popular canción infantil francesa «Alouette», que significa "alondra".
El video musical fue dirigido por Warren Fu. El comienzo del vídeo musical también muestra a una joven cantando las primeras líneas de "Alouette".

## Apariciones en otros medios
La canción fue incluida en la temporada 4, episodio 12 de la serie Gossip Girl, en la temporada 3, episodio 15 de 90210 y en la temporada 11, episodio 9 de CSI: Las Vegas. También hizo su aparición en la 7.ª temporada, el episodio 8 de Entourage. También se utilizó en la película de comedia No Strings Attached del 2011 y aparece en su banda sonora. Fue utilizado diegéticamente durante la escena de la fiesta en el almacén del episodio 7 episodio de la primera temporada de Girls. La canción fue utilizada por la E4 para promover la sexta serie de The Big Bang Theory.
La canción aparece en la banda sonora del juego PlayStation Vita Lumines Electronic Symphony.

## Listado de canciones
| CDr, Promo, sencillo |                                           |          |  |
| N.º                  | Título                                    | Duración |  |
| 1.                   | «Bang Bang Bang» (Versión del álbum)      | 4:05     |  |
| 2.                   | «Bang Bang Bang» (Russ Chimes Remix)      | 6:10     |  |
| 3.                   | «Bang Bang Bang» (Count and Sinden Remix) | 5:22     |  |
| 4.                   | «Bang Bang Bang» (SBTRKT Remix)           | 3:52     |  |

## Posicionamiento en listas
| Listas (2010)                               | Mejor posición |
| ------------------------------------------- | -------------- |
| Alemania (Offizielle Deutsche Charts)       | 43             |
| Australia (ARIA)                            | 16             |
| Austria (Ö3 Austria Top 40)                 | 75             |
| Bélgica (Flandes) (Ultratip Bubbling Under) | 3              |
| Bélgica (Valonia) (Ultratip Bubbling Under) | 19             |
| Dinamarca (Airplay danés)                   | 18             |
| Escocia (Scottish Singles Chart)            | 7              |
| European Hot 100                            | 18             |
| Japón (Japan Hot 100)                       | 37             |
| Irlanda (IRMA)                              | 18             |
| Nueva Zelanda (Recorded Music NZ)           | 25             |
| Países Bajos (Mega Single Top 100)          | 68             |
| Reino Unido (UK Singles Chart)              | 6              |
| Suiza (Schweizer Hitparade)                 | 65             |

| País        | Lista (2010)            | Posición |
| ----------- | ----------------------- | -------- |
| Reino Unido | Official Charts Company | 102      |

### Certificaciones
| País        | Organismo certificador | Certificación | Ventas  | Ref.   |
| ----------- | ---------------------- | ------------- | ------- | ------ |
| Reino Unido | BPI                    | Plata         | 200 000 | [ 19 ] |